# Amefuri Kozo
El niño de la Lluvia (雨ふり小僧 Amefuri kozô?) conocido también como Rain Boy es el segundo episodio de anime del manga Lion Books. Fue lanzado como OVA.

## Historia
La historia nos habla de un chico llamado Mouta que le deja sus zapatos a otro chico durante la lluvia. El chico resulta ser un fantasma que transformado en una criatura concede a Mota tres deseos. Está basado en el popular cuento del genio de la lámpara de Aladino.

## DVD
Fue relanzada en DVD el 21 de marzo de 2003, en el mismo disco de El gato verde.

## Personal
- Director: Osamu Tezuka
- Guionista: Masateru Yoshimura
- Música: Reijiro Koroku
- Director artístico: Shichiro Kobayashi
- Director de animación: Masateru Yoshimura